# Paso de Jablunkov

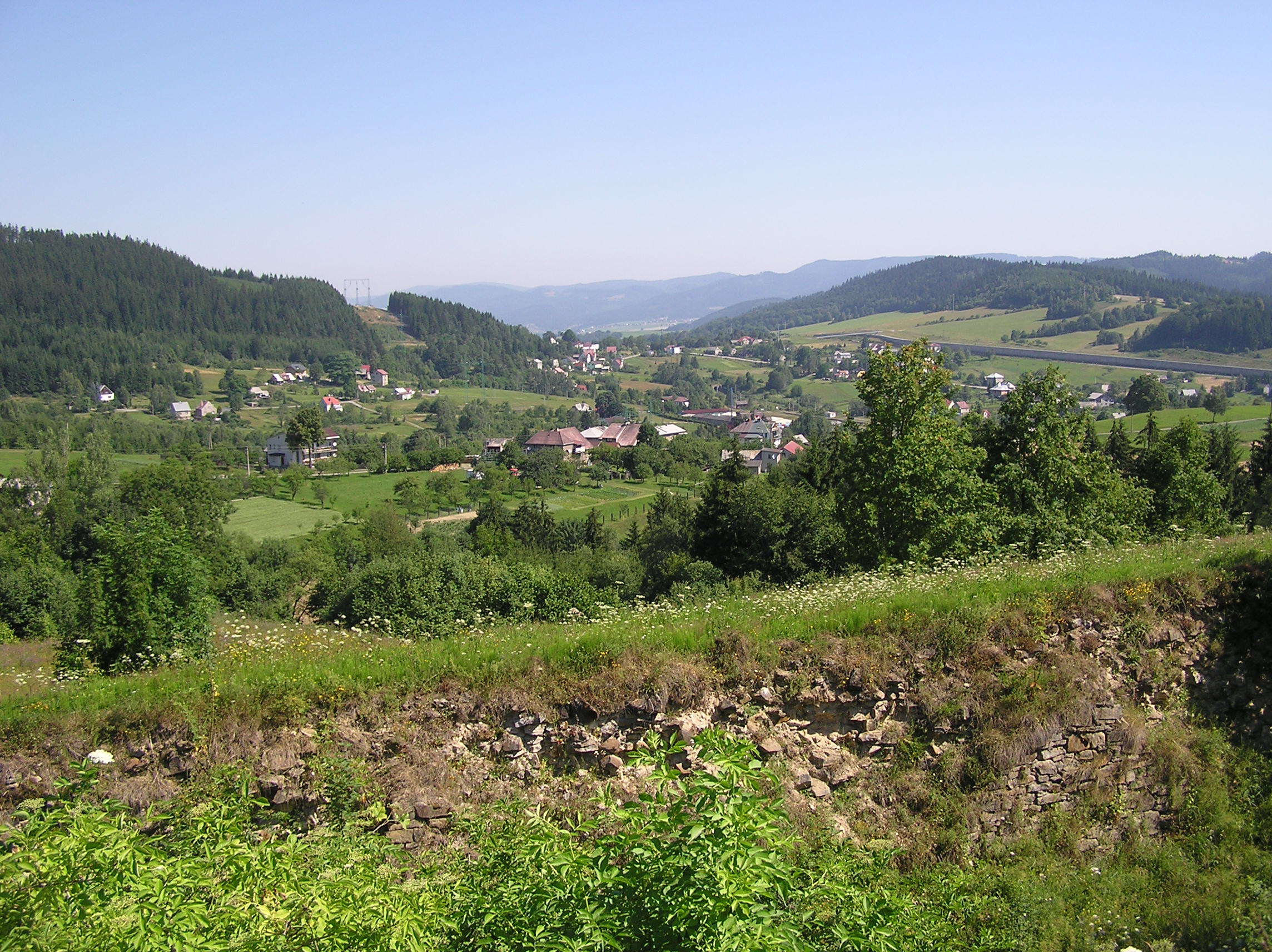
Paso de Jablunkov visto desde las antiguas fortificaciones

El paso de Jablunkov (checo: Jablunkovský průsmyk, polaco: Przełęcz Jabłonkowska) es un paso de montaña en los Beskides, ubicado a una altitud de 553 m sobre el nivel del mar, en la República Checa, cerca de la frontera con Polonia y Eslovaquia .
Separa los Beskids de Moravia-Silesia y los Beskides de Silesia. Es una de las rutas de transporte más importantes de los Cárpatos occidentales. Por el paso discurre la carretera de Žilina a Těšín. La línea ferroviaria Košice-Bohumín también pasa por allí. Fue una ruta importante de la Edad Media, que conectaba la Alta Hungría con Silesia, más precisamente  la Silesia de Cieszyn .
Las investigaciones arqueológicas sugieren que era una ruta importante mucho antes de la Edad Media. Las caravanas que viajaban eran frecuentemente atacadas por bandidos, por lo que se construyeron algunas fortificaciones en el lugar de la actual Mosty u Jablunkova. Los arqueólogos suponen que fueron construidas en el siglo XIII. La importancia de esta ruta comercial creció con el tiempo y en 1529, ante el temor de un ataque turco, se construyeron nuevas fortificaciones (pl: szańce, cs: šance). Desempeñó un papel importante durante la Guerra de los Treinta Años. Después de la guerra fue renovado y se construyó uno nuevo más grande en las cercanías por Elżbieta Lukrecja, duquesa de Cieszyn. Con el tiempo se convirtió en una estación con guarnición permanente. Las fortificaciones fueron renovadas por última vez en 1808. Desde entonces, la fortaleza estaba en ruinas y los lugareños recogieron sus partes como material de construcción. Los restos de esta fortificación son hoy en día un popular lugar turístico.
En octubre de 1938 toda la zona de Zaolzie, incluido este puerto de montaña, fue capturada por Polonia. En la noche del 25 al 26 de agosto de 1939 se produjo aquí el incidente de Jabłonków, cuando un grupo de agentes armados de la Abwehr alemana del Regimiento de Brandemburgo atacó la estación de ferrocarril de Mosty. El Incidente de Jabłonków ha sido denominado como la primera operación de comandos de la Segunda Guerra Mundial.
El pueblo de Mosty u Jablunkova se encuentra en el paso.